# Misaphidus
Misaphidus är ett släkte av steklar som beskrevs av Camillo Rondani 1848. Misaphidus ingår i familjen bracksteklar.
Kladogram enligt Dyntaxa:
| Misaphidus | \| \| Misaphidus acalephae \| \| \| \| \| \| Misaphidus angelicae \| \| \| \| \| \| Misaphidus brevicornis \| \| \| \| \| \| Misaphidus centaureae \| \| \| \| |
|            | \| \| Misaphidus acalephae \| \| \| \| \| \| Misaphidus angelicae \| \| \| \| \| \| Misaphidus brevicornis \| \| \| \| \| \| Misaphidus centaureae \| \| \| \| |
|            | Misaphidus acalephae |
|            | |
|            | Misaphidus angelicae |
|            | |
|            | Misaphidus brevicornis |
|            | |
|            | Misaphidus centaureae |
|            | |